# Bozsogi János
Bozsogi János (Budapest, 1953. október 11. –) magyar filmrendező, forgatókönyvíró, színész.

## Életpályája
A Szilágyi Erzsébet Gimnáziumban  érettségizett 1972-ben, francia tagozaton. Középiskolás diákként, 1971 nyarán filmforgatáson szerepelt. Gazdag Gyula filmrendező, A sípoló macskakő című játékfilm egyik főszerepét osztotta rá. Pályájáról mesélte: 

„Miután azt leforgattuk, jelentkeztem a Színművészeti Főiskolára, de szerencsére színésznek nem vettek fel, s így aztán a kamera másik oldalára kerültem, s innentől kezdve a Magyar Filmgyártó Vállalatnál dolgoztam. Ott végigjártam a ranglétra minden egyes fokozatát. Aztán így jutottam el oda, hogy a 80-as, 90-es években már saját filmet is tudtam készíteni… Keleti Márton mellett kezdtem el asszisztensi munkámat a Mafilmben…”

 1972-től a Televíziós Filmek Osztályán dolgozott asszisztensként Szőnyi G. Sándor, Mihályfi Imre, Hajdufy Miklós és Málnay Levente mellett.

„Időközben elvégeztem az OPAKFI (Optikai, Akusztikai, Film- és Színháztechnikai Tudományos Egyesület) három éves filmszakmai tanfolyamát és egy intenzív angol nyelvtanfolyamot…”

 1976-tól játékfilmek és dokumentumfilmek I. asszisztenseként, illetve technikai rendezőjeként alkalmazták. 

„Kezdetben Bán Róbert, Szomjas György mellett, később olyan rendezők társaságában akiket a mai napig is mestereimnek tekintek: Sára Sándor (Nyolcvan huszár, Pergőtűz, Krónika, Néptanítók), Kósa Ferenc (Mérkőzés, Guernica, A másik ember), Lugossy László (Szirmok, virágok, koszorúk, Köszönöm, megvagyunk), Kardos Ferenc (Ékezet, Mennyei seregek, Iskolakerülők)…”

Az 1980-as évek közepétől már rendezőként dolgozott, például a Budapesti Elektromos Művekről készített rövidfilmben Sík Igor operatőrrel.
1992-ben készült el első önálló filmje, amely dokumentumfilm volt. Címe: A nyolcadik törpe. Erről nyilatkozta:

„…egy kalotaszegi magyar ember sorsáról, küzdelmeiről és ezen keresztül a határainkon kívül élő magyarság hétköznapi harcairól szól.”

Győrben, a Nyugat-magyarországi Egyetem művelődésszervező szakán szerzett posztgraduális diplomát. Forgatókönyvírással is foglalkozik. Felelős szerkesztőként, rendezőként dolgozott a Duna Televíziónál  és ügyvezetőként, rendezőként az Érdi Televíziónál is. Színházi munkái közül említésre méltó, hogy 1983-ban, a rendező Koltay Gábor közvetlen munkatársaként, részt vett az első magyar rockopera (István, a király) létrejöttében. Koltay Gáborral a későbbiekben is látványos, nagyszabású produkciókban dolgozott együtt. Színházi rendezőként 2017-ben mutatkozott be, az Újszínházban. 
A Magyar Filmakadémia tagja (Televíziós forgalmazású filmek rendezői szekciója).
Házastársa: Ozsda Erika dramaturg, forgatókönyvíró, filmszínésznő. Közös gyermekeik: Boglárka (1995) és János (2003).

## Színházi munkáiból
- Boldizsár Miklós–Szörényi Levente–Bródy János: István, a király (1983. augusztus 18-21. Városliget, Királydomb) – A rendező munkatársa
- Itt élned, halnod kell (Zenés történelmi játék) – A hazáért és a haladásért a honfoglalástól a felszabadulásig (Budapest, Hősök tere, 1985. április 4.) – A rendező munkatársa
- Szörényi Levente–Nemeskürty István–Lezsák Sándor: Attila Isten kardja (1993. augusztus 19. Margitszigeti Szabadtéri Színpad) – A rendező munkatársa
- Falussy Lilla: Ricse, Ricse, Beatrice (2017. november 24. Újszínház) – Rendező

## Forgatókönyvei
- Téli virágzás (társszerző, 2017)
- Ezerkilencszáztizenkilenc (társszerző, 2020)
- Egy sírfelirat helyett – Potoczky Mária rejtélyes élete és halála (társszerző, 2021)

## Filmjei
- A sípoló macskakő (1972)... Vincze Sándor
- A nyolcadik törpe (1992)
- Illés '96 koncert (1996)
- A nő históriája (1997)
- Elisabeth (dokumentumfilm, 1997)
- Miért sípolt a macskakő? (dokumentumfilm, 2000)... Szereplő, közreműködő
- Duna Cabaret (kabaréshow, 2001)
- Magyarok (2004)
- A napfényben fürdő kastély (2010)
- Képtelen történet (2014)
- Csonka délibáb (2015)
- Téli virágzás (2017)
- Ezerkilencszáztizenkilenc (2020)
- Egy sírfelirat helyett – Potoczky Mária rejtélyes élete és halála (2021)